# Bromelia epiphytica
Bromelia epiphytica är en gräsväxtart som beskrevs av Lyman Bradford Smith. Bromelia epiphytica ingår i släktet Bromelia och familjen Bromeliaceae. Inga underarter finns listade i Catalogue of Life.